# Heroes (album Johnnyja Casha i Waylona Jenningsa)
Heroes je album Johnnyja Casha i Waylona Jenningsa, objavljen 1986. u izdanju Columbia Recordsa. Iako su dvojica glazbenika surađivala više puta prije toga, ovo je bio prvi i jedini dugometražni album dvojca. Heroes je ujedno bio i Cashov posljednji album snimljen za Columbiju, s kojom se razišao nakon objavljivanja albuma. "Even Cowgirls Get the Blues" objavljena je kao singl, a zauzela je 35. poziciju na country ljestvici. Cash je snimio "Field of Diamonds" četrnaest godina kasnije na albumu American III: Solitary Man (2000.). Posljednja pjesma, "One Too Many Mornings", je pjesma Boba Dylana s albuma The Times The Are a-Changin'; Cash i Dylan su je snimili još 1969. tijekom snimanja albuma Nashville Skyline, ali je smatrana neupotrebljivom.

## Popis pjesama
1. "Folks Out on the Road" (Frank J. Myers, Eddy Raven) – 2:47
2. "I'm Never Gonna Roam Again" (Rodney Crowell) – 2:56
3. "American by Birth" (Roger Alan Wade) – 2:33
4. "Field of Diamonds" (Cash, Jack Routh) – 2:37
5. "Heroes" (Bobby Emmons, Chips Moman) – 4:16
6. "Even Cowgirls Get the Blues" (Crowell) – 3:03
7. "Love Is the Way" (Kris Kristofferson) – 2:31
8. "Ballad of Forty Dollars" (Tom T. Hall) – 3:11
9. "I'll Always Love You (in My Own Crazy Way)" (Frank Miller, Troy Seals, Brian Setzer) – 3:58
10. "One Too Many Mornings" (Bob Dylan) – 2:38

## Izvođači
- Johnny Cash - vokali, gitara
- Waylon Jennings - vokali, gitara
- Rick Yancey, Danny Hogan - prateći vokali
- Al Casey, J.R. Cobb, Jerry Shook, Reggie Young - gitara
- Marty Stuart - gitara, mandolina
- Ralph Mooney - steel gitara
- Larry Butler, Bobby Emmons, Bobby Wood - klavijature
- Gene Chrisman - bubnjevi
- Jimmy Tittle - bas
- Mike Leech - bas, aranžmani
- The A-Strings - gudački instrumenti
- Ace Cannon, Dennis Good, Wayne Jackson - rog
- Mickey Raphael - harfa

## Ljestvice
Singlovi - Billboard (Sjeverna Amerika)
| Godina | Singl                         | Ljestvica        | Pozicija |
| ------ | ----------------------------- | ---------------- | -------- |
| 1986.  | "Even Cowgirls Get the Blues" | Country singlovi | 35       |